# GPRS
GPRS (от английски: General Packet Radio Service – пакетна радиовръзка за общо ползване) e надстройка на мобилния стандарт от второ поколение GSM. Всеки потребител на мобилни мрежи от поколения 2G или 3G ползва GPRS. Тарифира се на предаден обем информация (напр. мегабайт). Тъй като GPRS предава данните си по метода най-добър опит, не се дава гаранция за надеждно предаване, както е иначе при GSM.
Клетъчни мрежи 2G в комбинация с GPRS често се наричат 2.5G, т.е. това е технология между две поколения мобилни комуникации (2G и 3G). GPRS предоставя скромна скорост на предаване, като предава по неизползваните канали TDMA (времево-разделени за многократен достъп) в GSM системата. Така GSM мрежите са единствените, които позволяват GPRS. Първоначално стандартизиран от ETSI, сега се поддържа от 3GPP.
Използваните честоти (канали) се използват при поискване и са статистически наслагани за използване от няколко мобилни потребителя. Статистическото наслагване позволява оптимално използване на каналите при неравномерен трафик. Последното дава възможност на много потребители да получават привидно голям капацитет за данни.
Разпределението на GPRS радио ресурсите е гъвкаво и е в рамките от един до осем времеви слота от TDMA кадъра. Времевите интервали се разпределят по отделно за правия и обратния канал. Ресурсите на радиоинтерфейса се предоставят динамично между услугите с комутация на канала и комутация на пакети в зависимост от натоварването на отделните услуги и предпочитанията на оператора. Скоростта на данните за един потребител се променя от 9 Kb/s до приблизително 115Kb/s. С GPRS се поддържат услуги с комуникация между „точка-точка“ и „точка-множество точки“ и е еднакво подходящ за прекъснат и непрекъснат трансфер на данни.

## Архитектура на GPRS мрежа[1]
Изграждането на GPRS внася в GSM няколко допълнителни компонента. Най-важни са: възелът, обслужващ GPRS (Serving GPRSС Support Node SGSN) и възелът, изпълняващ ролята на шлюз (Gateway GPRS Support Node GGSN). Други нови компоненти са центърът за услуги от типа точка – множество точки (Point-to-Multipoint Service Centre PTM-SC) и крайният шлюз (Bborder Gateway BG) за връзка между опорните подмрежи на отделни обществени мобилни мрежи (PLMN). Последният компонент поддържа сигурността на връзката между различни PLMN мрежи. Допълнително е необходимо изграждане на IP базирана опорна мрежа, както вътре в PLMN (inter-PLMN backbone), така и на вън за връзка с други PLMN мрежи (inter-PLMN backbone).

## Интеграция с Интернет
По принципа си на работа GPRS е аналогичен на Интернет: данните се разбиват на пакети и се изпращат на получателя (не е задължително маршрутът им винаги да е един и същ), където става тяхното сглобяване. При установяване на сесия на всяко устройство се присвоява уникален адрес, което на практика го превръща в сървър. Протоколът GPRS е прозрачен за TCP/IP, затова интеграцията на GPRS с Интернет става незабелязано за крайния потребител. Пакетите могат да са с формат IP или X.25, при това няма значение какви са протоколите над IP. Поради това става възможно да се използват всякакви стандартни протоколи от транспортното и приложното нива в Интернет (TCP, UDP, HTTP, HTTPS, SSL, POP3, XMPP и др.). При използването на GPRS мобилният телефон действа като клиент на външната мрежа и му се присвоява IP адрес (постоянен или динамичен).